# Xomong (sockenhuvudort i Kina, Tibet Autonomous Region, lat 31,02, long 91,67)
Xomong (kinesiska: Xiangmao, 香茂, Nakajue, 纳喀觉, 香茂乡) är en sockenhuvudort i Kina. Den ligger i den autonoma regionen Tibet, i den sydvästra delen av landet, omkring 160 kilometer norr om regionhuvudstaden Lhasa. Antalet invånare är 6 402. Befolkningen består av 3 176 kvinnor och 3 226 män. Barn under 15 år utgör 31 %, vuxna 15-64 år 64 %, och äldre över 65 år 4,0 %.
Runt Xomong är det mycket glesbefolkat, med 5 invånare per kvadratkilometer. Det finns inga andra samhällen i närheten. Trakten runt Xomong består i huvudsak av gräsmarker.
Genomsnittlig årsnederbörd är 801 millimeter. Den regnigaste månaden är juli, med i genomsnitt 218 mm nederbörd, och den torraste är november, med 4 mm nederbörd.